# Гарін Костянтин Адольфович
Костянтин Адольфович Гарін (рос. Константин Адольфович Гарин) — російський та радянський актор театру та кіно.

## Біографія
Закінчив Казанський університет. Сценічну діяльність почав у 1893 році. Напередодні Першої світової війни був актором і головним режисером петербурзького театру «Мозаїка» (нині Театр на Літєйному).
У 1918—1926 роках — актор Ательє «Мірограф» та Одеської кінофабрики ВУФКУ. У першій половині 1920-х років — актор Одеського драматичного театру.
У 1928-му актор Ростовського драматичного театру. З 1936 року грав у Тбіліському державному російському драматичному театрі імені О. С. Грибоєдова.

## Фільмографія
- 1915 : У вогні пристрастей і страждань — Золотов, поміщик
- 1915 : Королева лахміття
- 1916 : Віра Мірцева — Платунов
- 1916 : Марія Вечера — імператор Франц-Йосип
- 1916 : Напівдіва — барон Аарон
- 1919 : Апостол
- 1922 : Шведський сірник — Марк Іванович Кляузов, корнет
- 1923 : Магнітна аномалія — інженер
- 1925 : Димівка — селянин
- 1926 : В пазурах Радвлади — Вольфер, фабрикант
- 1926 : Гамбург — Франц Бук, зрадник
- 1927 : Вибух — робітник-п'яниця
- 1931 : Свині завжди свині — Привичкін, начальник станції